# Pałac w Wolbromowie
Pałac w Wolbromowie – wzniesiony około 1860 roku, remontowany w latach 1985–1988, obecnie jest własnością prywatną.

## Położenie
Pałac położony jest we wsi Wolbromów, w Polsce, w województwie dolnośląskim, w powiecie lwóweckim, w gminie Gryfów Śląski.

## Historia
Pałac w Wolbromowie został wzniesiony około 1860 roku przez Benno von Polenz. Obiekt był remontowany w latach 1985-1988, obecnie jest własnością prywatną i pełni funkcje mieszkalne.

## Architektura
Założenie składa się z pałacu, ogrodu i ogromnego prostokątnego dziedzińca wokół którego ulokowano zabudowania folwarczne. Pałac jest niewielką dwukondygnacyjną budowlą wzniesioną na planie prostokąta, z wysuniętym portykiem i z wieżyczką nakrytą stożkowym hełmem. Wewnątrz zachowały się stropy z dekoracją stiukową i pozostałości pierwotnego wystroju. 

Zabudowania gospodarcze składają się z: oficyny pochodzącej z 1860 roku i murowanej stodoły z wozownią pochodzących z drugiej połowy XIX wieku. Za pałacem znajduje się park krajobrazowy pochodzący z XIX wieku. Całość ogrodzona jest żeliwnym płotem na ceglanej podmurówce.  